# Haejangguk

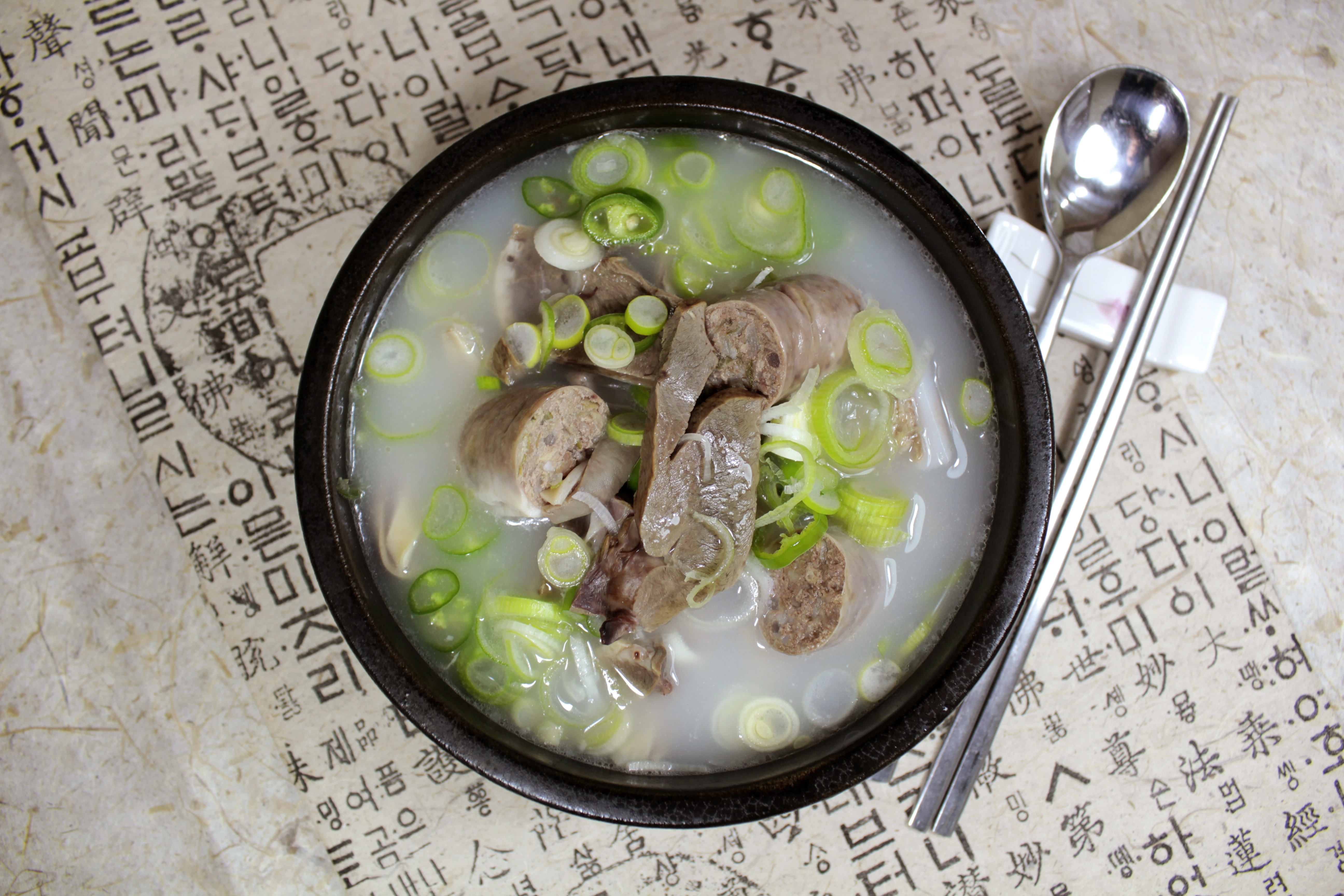
Haejangguk branca

Haejang-guk(해장국)  é uma sopa típica da Coreia que leva sangue de boi na sua composição e é consumida como cura para a ressaca e, por isso, também é conhecida como “a primeira sopa da manhã”.
Começa por se ferver em água, durante cinco minutos, um pescoço ou um pedaço de espinha de porco, depois de demolhada em água fria; escoa-se a água, lava-se a carne, esfrega-se com pasta de doenjang (feijão de soja fermentado) e coloca-se de novo na panela, com caldo-de-carne (de vaca) juntamente com cebola cortada em quartos, gengibre em pedaços, cravinhos, pimenta preta esmagada, alho e cebolinho e deixa-se cozer em lume brando por cerca de duas horas; se necessário, aumenta-se a água para manter o volume a cerca de 3/4 do inicial. Ao fim desta fervura, retira-se cuidadosamente a carne e coa-se o caldo, sem aproveitar os vegetais.
A terceira operação consiste em adicionar e cozer com a carne os vegetais que deverão fazer parte da sopa: primeiro, o rábano e os gosari (folhas novas, ainda enroladas, de Pteridium, um género de pteridófita); deixa-se cozer cerca de cinco minutos e colocam-se os cogumelos, folhas exteriores de repolho chinês, cortadas em tiras, alho, malaguetas, rebentos de soja e opcionalmente sangue de boi dissolvido em água e sal. Esta cozedura não leva muito tempo, uma vez que os vegetais devem manter o seu sabor.
Em cada tigela individual, servir primeiro os ossos, os vegetais, cebolinho cortado em pedaços grandes e encher a tigela com caldo. Pode ser acompanhada de arroz branco e ban chan (acompanhamentos), que podem ser kimchi (vegetais fermentados), namul (vegetais marinados e salteados), gochujeon (panquecas) ou outros.